# 후천면역결핍증후군
후천 면역 결핍 증후군(後天免疫缺乏症候群, 영어: Acquired Immune Deficiency Syndrome; AIDS, 에이즈)는 HIV라는 바이러스에 감염되어 발병하면 나타나는 전염병이다. HIV는 바이러스의 이름이며, 에이즈는 HIV에 감염된 환자가 발병하면 나타나는 증상들을 일컫는다.
질병관리본부의 '문답으로 알아보는 에이즈 상식' 자료에 따르면 HIV와 에이즈(AIDS)는 다른 말이다. HIV는 바이러스를 말하며 에이즈는 면역이 결핍돼 나타나는 상태를 뜻한다. HIV에 걸린 사람을 에이즈 환자라고 부르지 않는다. HIV 감염인이란 HIV에 걸린 모든 사람을 말하며 이 중에서 질병이 나타난 사람을 에이즈 환자라고 부른다. 아무런 치료를 받지 않아도 면역결핍으로 사망에 이르기까지 10~12년 정도 걸린다. 올바른 관리를 한다면 30년 이상 살 수 있다. 현재 에이즈는 만성질환으로 분류되고 있다.
에이즈는 신체의 면역, 저항력이 저하되는 질병으로 보통 에이즈 질환으로 인한 사망과 그외에도 면역력이 약화되어 기타 다른 질병에 함께 감염되어 합병증으로 사망하는 사례도 보고되고 있다.

## 역사
에이즈는 병리학적으로 최초로 발견된 것은 1981년 6월 5일 미국 캘리포니아에 사는 게이 남성에게서 발견되었다. 게이 남성에게서 발견된 바이러스의 최초 병명은 "gay"(게이) 바이러스 또는 "gay plague"라고 불렸고 이후 에이즈라는 병명으로 바뀌게 되었다. 캘리포니아에 사는 해당 게이 남성은 수컷 원숭이와 교미를 했다는 증언이 존재한다. 의학계에서는 침팬지에서 발견되는 SIV에서 HIV가 유래된 것으로 보고 있으며, 그 최초 출현 시기를 1930년대로 추측하고 있다. 인간과 수컷 원숭이의 성접촉 말고도 중앙 아프리카의 원주민들이 SIV를 보유하고 있는 침팬지와 접촉함으로 인해 인간의 면역체계를 약화시키는 변종 바이러스 HIV가 생겨난 것으로 추측하는 것이다. 이 가설을 뒷받침하는 간접적 증거로는 현재 가장 높은 에이즈 감염 및 사망률을 보이고 있는 지역이 바로 아프리카 대륙이라는 점을 들 수 있다.
공식적으로 에이즈가 인식된 것은 다섯명의 치명적인 폐렴 환자를 보고하면서부터이다. 그러나 이것은 단순한 폐렴이 아닌 인체의 면역저하에부터 오는 Pneumocystis pneumonia 이었다. 즉 이들은 먼저 에이즈를 통해 면역저하를 걸린 후 이 폐렴이 발발한 것이다. 이들은 로스앤젤레스와 뉴욕에 거주하는 남성 동성애자들이었다. 이렇게 미국에서 처음 발견된 에이즈 환자들은 동성애자들의 커뮤니티에서 나타났다. 이들은 성관계를 하면서 상처를 입고 이 상처를 통해 에이즈가 전파되기 때문이다. 그리고 에이즈가 혈우병과 마약중독자들 사이에서 많이 나타났는데 마약에 중독된 이들은 그 주사바늘을 돌려쓰기 때문에 에이즈 환자들의 피와 직접 접촉이 되어 걸리게 되는 것이다. 사회 전반에 동성애자들에 대한 편견이 있었기 때문에 동성애혐오적인 의미를 내포한 병명이 사용되기도 했었던 적이 있다는 소문도 있지만 실제적으로 에이즈는 의학자와 과학자들에 의해 발견되었고 그 병명이 지어졌다. 에이즈 환자의 원인으로 동성애자들은 많은 국가에서 차별을 받았는데 최근에는 이러한 차별에 대항하는 많은 운동이 일어나고 있다. 대체로 서유럽에서 동성애자의 인권은 지켜지는 편이지만 러시아의 경우 오랫동안 동성애를 범죄화로 간주하였기 때문에 러시아 내에선 동성애자를 멸시하고 탄압하는 문화가 당연시 되고 있다. 또한 중국도 소련의 사회주의 영향을 받아 동성애자의 인권이 지켜지지 않고 있다.
현재까지 에이즈는 약 2800만 명의 인간을 죽음에 몰아넣었을 것으로 추정된다. 중앙 및 서부 아프리카 국가들 가운데에는 전체 인구의 10% 이상이 에이즈에 감염되어 있을 것이라고 추측되며, 특히 짐바브웨와 보츠와나는 25%에 달하는 충격적인 HIV 감염율을 보이고 있다. 이러한 심각한 추세는 아프리카에만 국한된 것은 아니며, 인도, 동남아시아의 여러 국가들 그리고 특히 중국에서도 중국 여성의 성매매 등으로 HIV의 감염자 수가 급속도로 증가하여 에이즈 예방이 국가적 문제로 대두되고 있는 실정이다.

## 원인
에이즈는 인간면역결핍 바이러스(HIV)의 감염으로 생기는 궁극적인 결과이다. 에이즈 바이러스인 HIV는 레트로바이러스이다. 레트로바이러스는 숙주 세포에 침입하여 자신의 RNA를 DNA로 역전사한 후 숙주 세포의 DNA에 끼여 들어가 증식한다. 인간 생존에 필수적인 기관들인 CD4+ T 세포와 대식세포 그리고 수지상세포들에 우선적으로 감염된다. 특히 HIV는 직간접적으로 CD4+ T 세포들을 파괴한다. 특히 역전사 과정을 일으키는 역전사 효소는 일반적인 DNA 복제 효소와는 달리 오류정정 기능이 없기 때문에 많은 돌연변이를 일으키게 되어 HIV는 매우 쉽게 변이된다. 임상연구에서는 에이즈에 감염된 환자가 여러 가지 변종의 HIV를 지니고 있는 경우가 자주 보고되고 있다.
HIV 감염자의 50~70%는 감염 후 3~6주 뒤 독감과 유사한 급성 임상 증후군을 앓게 된다. 그러나, HIV 감염자는 그 이후 짧으면 3년에서 길면 12년까지 무증상 상태를 보이므로 곧바로 HIV 감염을 인지하지 못하는 경우가 매우 흔하며, 에이즈의 증세가 나타나기 시작하였을 때에는 이미 신체의 면역 체계가 상당 부분 약화되어 있는 경우가 많다.
만일 HIV가 CD4+T세포들을 죽이기 시작하여, 혈액 1µL당 200개 안팎의 T세포 밖에 남지 않게 되면 세포성 면역을 잃은 것으로 보아야 한다. 급성 HIV 감염은 곧 임상적 후기 HIV 감염으로 진행하게 되고 결국 에이즈에 이르게 된다. 혈액 내에 남아있는 CD4+ T세포의 수를 측정하여 위와 같은 진행 상황을 파악할 수 있다.

## 감염
에이즈는 체액 교환을 통해 감염되며, 현대 사회의 주된 에이즈 전염 경로는 성병 예방 조치를 하지 않은 성행위(혈액 감염)와 HIV 감염자의 출생을 통한 수직 감염, 불특정 다수가 돌아가며 사용하는 비위생적인 주사기 및 시술 도구 사용 등으로 인한 혈액 감염이다. 특별히 항문성교를 통해 감염된다. 항문은 그 점막이 매우 연약하여 약간의 마찰에도 찢어진다. 그래서 성관계시 에이즈 감염자의 항문의 찢어진 곳에서 나오는 혈액으로 성관계 대상자가 감염된다. 그러나 에이즈는 단순 신체 접촉이나 공기 중으로 감염되지는 않는다. HIV 감염자와 악수하거나 포옹을 한다고 에이즈에 감염되지 않는다. 또한 에이즈 보균자가 항상 위험한 것이 아니며 더럽거나 혹은 종교적 저주를 받았거나 문란하거나 사회적인 악영향을 일으키며 에이즈를 감염시키는 것이 절대로 아니다.
왜냐면 에이즈의 경우 대부분이 혈액에 의한 감염에 의해 발생하기 때문이다. 하지만 매우 적은 소량의 혈액 한 방울에도 에이즈균은 존재하며 이로 인한 감염이 가능하다. 입 안 즉 구강에는 상처가 매우 쉽게 나기 때문에 에이즈 감염자의 침에는 혈액이 섞여있을 가능성이 높다. 손에 상처가 있는 에이즈 감염자가 만든 음식을 구강에 상처가 난 비감염자가 먹을 경우에도 혈액에 의한 에이즈 감염을 주의하여야 한다. 또한 성행위의 경우 생식기에 상처가 나있는 경우에 매우 소량의 혈액으로도 감염될 수 있다. 따라서 에이즈 보균자의 경우 손이나 몸같은 신체 또는 구강 등에 상처가 나지 않았는지 주의해야한다. 또 에이즈 감염자의 경우 상처의 회복이 느린 점도 주의해야한다. 작은 상처에도 눈에 보이지 않는 매우 소량의 혈액이 분비되며 여기에는 HIV가 존재하기 때문이다.
에이즈는 다양한 성행위를 하면서 접촉하게 되는 체액(주로 혈액)들에 의해 감염될 수 있다. 콘돔 등 아무런 예방 조치를 취하지 않은 채 갖게 되는 성행위를 통해서는, 삽입자 보다는 그 반대편이 위험도가 높다. 구강 성교 또한 예외는 아니다. 구강 성교를 통해서 행위에 참여한 모두가 감염될 수 있다.
성폭력의 경우에는 감염 확률이 매우 높다. 강간 가해자는 콘돔의 사용 확률도 적으며, 피해자의 생식기나 직장에 외상을 입는 경우가 많기 때문이다. 마약 복용도 HIV 감염의 변수가 될 수 있다는 연구가 있다. 2008년 연구자들은 메스암페타민을 복용한 사람들이 성병 예방 조치 없이 성 행위를 하는 경우가 많다는 것을 알아냈다. 그 결과 메스암페타민 복용자들은 당연히 타 집단에 비해 HIV감염 확률이 높았다.
다른 성 매개 감염(STI)들에 감염되면 생식기에 궤양을 일으킨다. 이렇게 상피 세포들이 손상되는 것뿐만 아니라, 정자나 질 분비물에 HIV 감수성이 있는 세포 혹은 HIV에 이미 감염된 세포(대식세포나 림프구)의 축적은 결국 HIV감염의 위험을 높인다. 사하라 사막 이남의 아프리카, 유럽 그리고 북미에서 실시된 역학 조사에 따르면, 매독이나 연성 하감을 통해 발생한 생식기 궤양이 실제적으로 HIV 감염률을 4배나 증가시킨 것으로 드러났다.
HIV의 전파도는 초기 감염자의 전파성과 감염되지 않은 파트너의 감수성에 영향을 받는다. 병의 전파성은 개인마다 일정하지 않다. 혈장에서 바이러스가 발견되지 않은 것이 정액이나 생식기 분비물에서도 바이러스가 없다는 것을 보장하지는 않는다. 하지만 혈액 HIV 수치가 10배 증가할 때마다 81%의 경우에서 전파가능성이 증가했다.
여성의 경우가 호르몬 변화나 생식기의 미생물학적 환경 때문에 HIV-1에 더 감수성이 높다. HIV 균주 중 하나에 감염되었다고 해서 다른 균주에 감염되지 않는 것은 아니다. 생존하고 있는 동안에는 더 병원성이 강한 균주에 의해 재감염 될 수 있다. 항문 성교의 경우 다른 체위에 비해 HIV 감염이 상대적으로 높다.
단 한번의 접촉으로 감염되는 경우는 별로 없다. 대부분의 경우 장기간 다수의 파트너와의 성관계를 통해 감염된다. 이런 패턴이 오히려 많은 파트너에게 재차로 감염 기회를 높인다.

### 출생을 통한 수직 감염
에이즈는 감염된 부모로부터 출생할 시에도 감염이 된다. 대한민국에서 에이즈 감염을 알고도 자녀를 출산한 경우가 1건 있는데, 1990년 4월과 5월 각각 에이즈 양성 판정을 받은 부부가 에이즈 감염 사실을 알고도 1993년 1월 여자 아이를 낳은 사례가 있다. 여자 아이를 출산한 에이즈 감염 부모는 줄곧 여자 아이의 에이즈 검사를 거부하다가 2003년 8월 검사를 하였는데, 만10세가 되는 이 여자 아이는 에이즈에 감염된 것으로 판명되었다.

## 증상과 발전단계
에이즈 병세의 발전 과정은 대개 다음과 같은 세 단계로 나뉜다.
- 제 1단계 (급성 HIV 증후군): HIV 감염 환자의 50~70% 정도는 일차 감염 후 3~6주가 되면 독감과 유사한 급성 임상 증후군을 앓는데, 이는 오른쪽 그림과 같이 혈중 바이러스 농도의 폭발적인 증가와 궤를 같이 한다. 그러나 몇 주 정도 지나면 체내의 능동 면역 기전이 동작하면서 혈중 바이러스 농도가 감소하고 급성 임상 증상도 점차 사그라진다.
- 제 2단계 (무증상기): 급성 임상 증후군을 앓은 뒤 대개 8~10년간은 아무런 치료를 하지 않아도 임상 증상이 나타나지 않는다. 그러나 느리긴 해도 체내의 HIV의 증식은 계속 일어나며, 이에 반해 CD4+ T세포는 꾸준히 감소한다. 일반적으로 혈중 HIV RNA 농도가 높을수록 무증상기는 짧아지는 경향이 있다. 평균적으로 이 기간에는 CD4+ T 세포가 일 년에 최대 50/µL씩 감소하며, 혈중 CD4+ T 세포가 200/µL 미만이 될 정도로 면역력이 떨어지면 기회 감염과 종양에 매우 취약해지게 된다.
- 제 3단계 (증상기): CD4+ T 세포가 극히 감소하여 면역력이 거의 상실되면, 환자는 P. jiroveci, 미코박테리아, CMV 등의 면역 결핍 없이는 거의 잘 발생하지 않는 기회성 감염을 앓게 된다. 그러나 복합 항 바이러스 제제에 의한 치료법과 기회감염 처치술의 발달로 이러한 이차 감염을 상당히 조절할 수 있다.

항레트로바이러스 약물 치료 없이는 HIV감염 후 에이즈로 발달하기까지 보통 9~10년 정도 걸린다. 그리고 에이즈로 진행된 후에는 평균적으로 10개월을 살지 못한다. 그러나 임상적인 병의 진행 속도는 개인에 따라 다양하다. 어떤 경우에는 2주도 안 걸리는 데 반해 다른 경우에서는 20년이나 걸리기도 한다.
다양한 요소들이 진행속도에 영향을 미친다. 보통 사람의 일반적인 면역 증강에 도움이 되는 요소들도 진행을 늦추는데 도움을 준다. 나이가 많아 면역계가 약해진 노인층에서 진행 속도가 특히 빠른 것이 이 때문이다.
평소 건강 관리에 소홀했거나, 결핵과 같은 질병에 걸린 내력도 병의 급속한 진행을 돕는 환경을 만들어준다. 감염자의 유전적인 내력도 영향을 미치는데, 어떤 사람의 경우 몇 가지 HIV 균주에 내성을 띠기도 한다. 일례로, CCR5-Δ32 유전자가 동형접합인 사람들은 특정 HIV균주에 저항성을 나타낸다. HIV 자체가 유전적 변동이 심한 편이며 그 균주도 매우 다양하기 때문에 병의 진행 속도는 더욱이 다를 수 밖에 없다.

### 오직 후천면역결핍증후군 환자만 걸리는 질병
이하의 질벙들은 정상적인 사람은 절대로 걸리지 않으며 오직 후천면역결핍증후군 환자만 걸리는 질병이다. 때문에 의사들은 이 질병에 걸릴 경우 제일 먼저 후천면역결핍증후군부터 의심한다.
- 주폐포자충 폐렴: 주폐포자충은 각종 감염균 중에서도 하위권으로 전투력이 허약하기 때문에 정상적인 면역체계를 갖추면 절대로 감염되지 않고 체내에서 소멸한다. 하지만 후천면역결핍증후군 환자는 면역 자체가 없기 때문에 주폐포자충에 쉽게 감염된다.
- 후천면역결핍증후군성 치매: 후천면역결핍증후군 감염균이 뇌에 들어가야 발병하는 병이다.
- 카포시 육종: 후천면역결핍증후군 중에서도 남성 동성애자만 걸리는 질병. 육종이 피부로 드러나기 때문에 외모가 매우 추악해진다. 그래서 구분이 매우 쉽다.

## 진단
| 혈액 검사                                 | 기간    |
| ----------------------------------------- | ------- |
| 항체 검사 (rapid test, ELISA 3rd gen)     | 23–90일 |
| 항체 검사와 p24 항원 검사 (ELISA 4th gen) | 18–45일 |
| PCR                                       | 10–33일 |

HIV/AIDS는 실험실 검사를 통해서 진단되며, 증상의 발현에 근거하여 단계가 결정된다. 미국 예방 서비스 태스크 포스는 HIV 검사를 모든 임신한 여성을 포함하여 15세부터 65세까지의 모든 사람에게 권고한다. 또한 검사는 성병을 진단받은 적이 있는 사람을 포함하여 감염될 위험이 높은 사람에게 권장된다.
HIV에 감염된 대부분의 사람은 최초의 감염 이후 3주에서 12주 이내에 특정한 항체를 발달시킨다. 혈청 변환 전의 HIV 진단은 HIV-RNA나 p24 항원을 측정함으로써 행해진다. 항체 검사나 PCR 통하여 얻어진 확진 결과는 다른 항체 검사나 PCR을 수행한 후 확정된다.

## 예방

### 성적 접촉

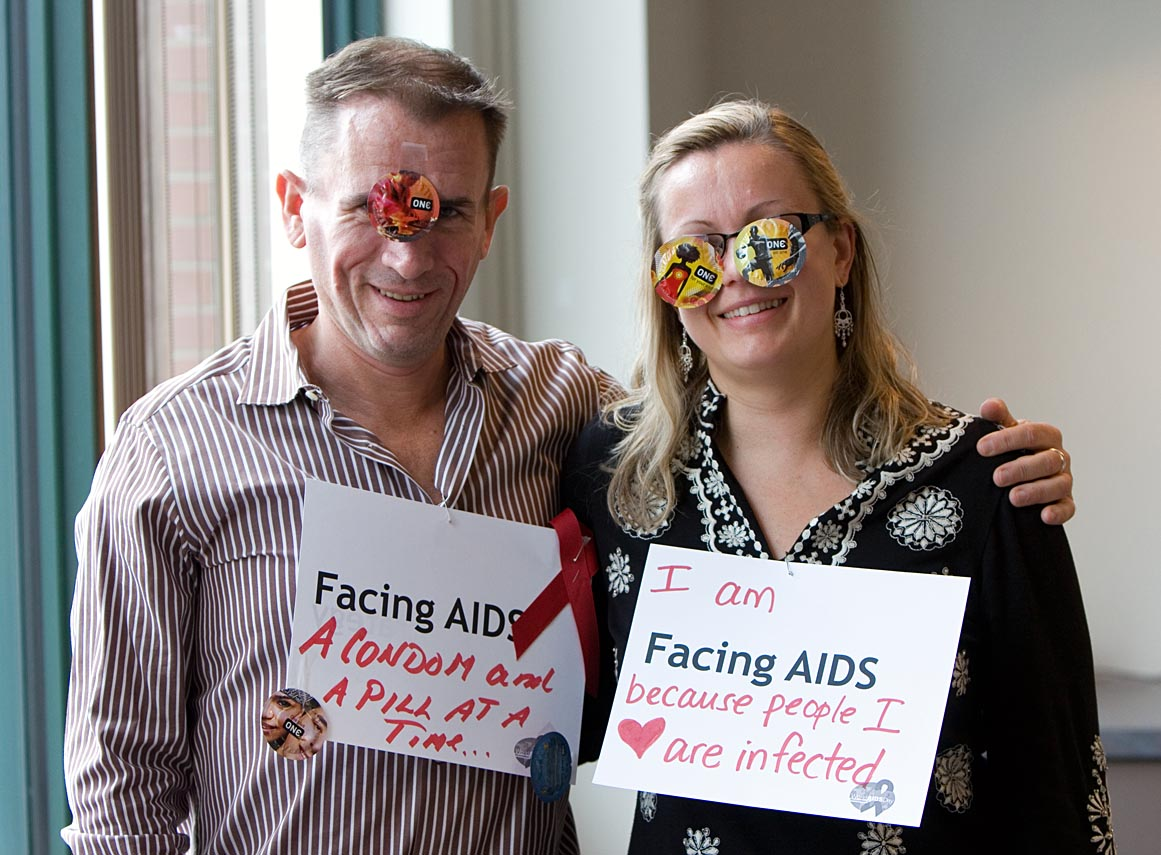
AIDS 인식 표지를 착용한 사람들.

지속적인 콘돔의 사용은 장기간 동안 HIV 전파 위험을 80% 정도 낮출 수 있다. 파트너 한쪽이 감염된 커플이 콘돔을 지속적으로 사용하는 경우 HIV 감염 비율은 일년에 1% 미만이다. 페미돔이 콘돔과 동일한 수준의 예방 효과를 제공한다는 몇몇 증거가 있다. 성관계 직전에 테노포비르를 함유한 질용 젤을 바르는 것은 아프리카 여성 사이에서 감염 비율을 약 40% 낮추는 것으로 추정된다. 반면에  살정제 노녹시놀-9(nonoxynol-9)의 사용은 직장과 질에 염증을 일으킬 수 있기 때문에 전염의 위험을 증가시킬 수 있다.

### 노출 전 예방
항레트로바이러스 요법은 CD4 세포가 µL당 550개 이하인 HIV 감염자의 파트너의 HIV 감염을 예방하는 매우 효과적인 방법이다. 이러한 예방적 치료는 감염의 위험이 10배에서 20배 정도 줄어드는 것과 관련이 있다. 테노포비르 약물을 엠트리시타빈과 함께 또는 엠트리시타빈 없이 매일 복용하는 노출전 예방법은 남성과 성관계를 갖는 남성과 한쪽 파트너가 HIV에 감염된 커플, 아프리카의 젊은 이성애자 등 감염 위험이 높은 사람들에게 효과적이다.  미국 예방 서비스 태스크 포스(USPSTF)는 2019년에 노출전 예방요법을 감염 위험이 높은 사람들에게 권고하였다.

### 노출 후 예방
HIV에 감염된 혈액이나 생식기 분비물에 노출된 이후 48시간에서 72시간 이내에 시행된 일련의 항레트로바이러스 요법은 노출후 예방요법이라고 불린다. 지도부딘 단일 약제의 사용은 HIV에 오염된 바늘에 찔린 이후에 감염될 위험을 5배 줄인다. 2013년 미국에서 권고된 예방 요법은 테노포비르, 엠트리시타빈, 랄테그라빌 등 세 개의 약물로 구성되며, 이는 감염 위험을 더 줄일 수 있다.

### 모자 수직 감염
HIV의 수직 감염을 예방하기 위한 프로그램은 감염 비율을 92%에서 99%까지 낮출 수 있다. 이러한 프로그램에는 주로 임신 중과 출산 후의 항바이러스제 배합의 사용이 포함되며, 잠정적으로 수유보다는 분유 수유도 포함된다. 대체물 수유가 수용될 수 있고, 지불될 수 있으며, 실현될 수 있고, 지속적이며, 안전할 경우 산모는 신생아에게 모유를 수유하는 것은 피해야 하지만, 그러한 경우가 아닌 경우에는 배타적인 모유 수유는 첫 달 동안에 권장된다. 만약 배타적인 모유 수유가 실행된다면 신생아에 대한 확장된 항바이러스 요법은 전염의 위험을 낮춘다. 2015년 쿠바는 HIV의 모자 수직 감염을 근절한 최초의 국가가 되었다.

### 백신
현재 HIV나 AIDS를 위한 허가된 백신은 존재하지 않는다. 현재까지 가장 효과적인 백신 실험은 2009년에 출판된 RV 144로 30% 정도로 전염 위험을 부분적으로 낮추는 것으로 밝혀져, 진정으로 효과적인 백신을 개발하는 연구 커뮤니티에 희망을 불러일으켰다.  RV 144의 후속 실험은 진행 중이다.

## 치료
- 1990년대: 매일 20알까지, 다른 간격으로 복용
- 현재: 하루에 1알 정도 복용

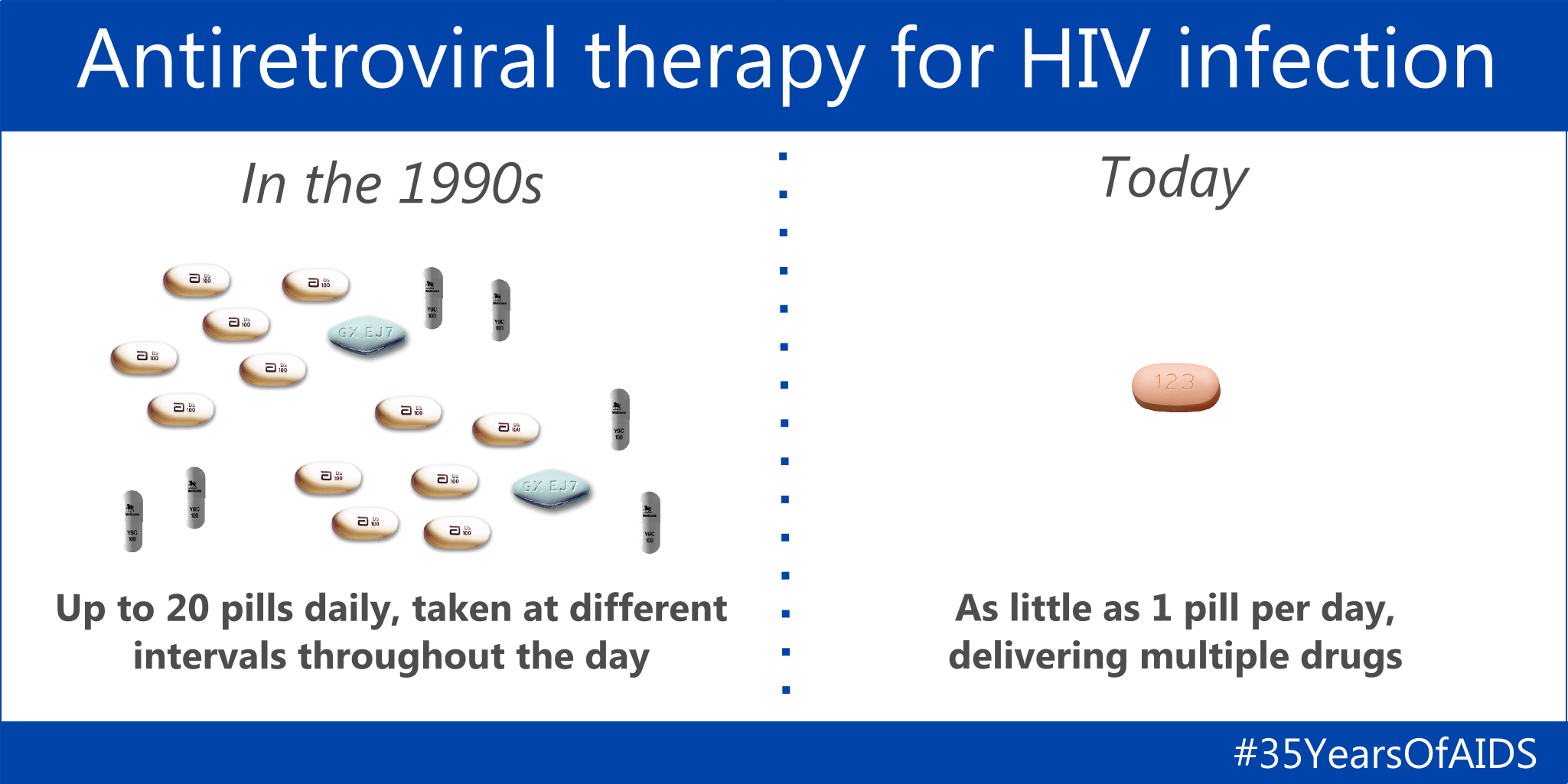
국립환경과학원의 단일 항레트로바이러스 약물 조합의 발전을 홍보하는 광고(2016년)
- 1990년대: 매일 20알까지, 다른 간격으로 복용
- 현재: 하루에 1알 정도 복용

에이즈의 완치가 가능하다는 사실은 발견되었으나, 보편적으로 사용할 수 있는 방법은 아직 완성되지 않았다. 1995년에 시작된 일종의 칵테일 요법인 고활성 항레트로바이러스 요법(highly active anti-retroviral therapy, 이하 HAART 요법)이 HIV 질환의 진행을 늦추고 생존기간을 연장시키는 데에 획기적인 성과를 나타내면서, 에이즈는 죽음에 이르는 병에서 당뇨병과 같은 조절 가능한 만성 질환으로 인식이 전환되고 있다.
HAART 요법은 뉴클레오사이드 유사 역전사 효소 억제제(Nucleoside analogue reverse transcriptase inhibitor, 이하 NRTI)와 비뉴클레오사이드 역전사 효소 억제제(Nonnucleoside reverse transcriptase inhibitor, 이하 NNRTI) 및 단백질 분해효소 억제제(Protease inhibitor, 이하 PI)와 같은 항바이러스 제제를 병합하는 요법이다. 2가지 NRTI 약물에 1~2가지 PI 약물을 환자에게 함께 투여하거나, 2가지 NRTI 약물에 1가지 NNRTI 약물을 투여하는 것이 일반적이다. 만약 이러한 초치료가 실패하면, 약물 전체를 바꾸어 다시 시도하는 것이 원칙이다.
항바이러스 제제의 유형별 약물의 종류는 다음과 같다.
- 뉴클레오사이드 유사 역전사 효소 억제제(Nucleoside analogue reverse transcriptase inhibitor, NRTI)
  - 지도부딘,  디다노신, 잘시타빈, 스타부딘, 라미부딘, 아바카비르
- 비뉴클레오사이드 역전사 효소 억제제(Nonnucleoside reverse transcriptase inhibitor, NNRTI)
  - 네비라핀, 델라비르딘, 에파피렌즈
- 단백질 분해효소 억제제(Protease inhibitor, PI)
  - 사퀴나비르, 리토나비르, 인디나비르

2000년대 들어서는 그동안 에이즈 치료제의 주류를 이루었던 역전사 효소 억제제와 단백질 분해 효소 억제제의 치료 한계를 극복하기 위하여 새로운 기능을 갖는 약물의 개발도 꾸준히 진행되어 왔으며, 2007년부터 새로운 형태의 에이즈 치료약이 미국 FDA의 승인을 받고 시장에 출시되기 시작했다. 2007년 7월에 처음 소개된 마라비록(Pfizer, 상품명 Selzentry)는 최초로 병원체인 바이러스가 아닌, 숙주세포에서 감염에 관여하는 수용체(receptor)의 작용을 억제시키는 치료제(진입 억제제)이며, 2007년 12월 FDA의 승인을 받고 시판된 랄테그라빌(머크, 상품명 Insentress)은 HIV 바이러스에서 역전사된 DNA가 숙주 세포의 유전자 안으로 전이되는 과정을 억제하는 치료제(통합효소 억제제)이다.
2010년 12월 드디어 후천면역결핍증 완치 사례가 발표되었다. 해당환자는 2007년에 치료를 받고 현재 완치 판정을 받은 상태이다. 그러나 이 환자의 경우 급성 골수형 백혈병의 치료를 위해 골수 이식을 받았다가 이 골수를 제공한 사람이 HIV저항인자를 가지고 있었기 때문에 해당 인자를 스스로 생산해낼 수 있게 된, 우연히 완치된 경우였고, 골수 이식의 위험 부담이 높아 보편적으로 사용할 수 있는 방법은 아니다. 하지만 이와 같은 개념을 바탕으로, 기존의 에이즈 치료제와는 근본적으로 다른 개념의 Gene Therapy가 미국에서 연구되어 임상실험이 진행되고 있다. 이 시술법은, 개별 환자의 몸에서 T세포를 추출하여 HIV바이러스가 T세포와 융합하는 매개처인 CCR5 수용체를 변형, 삭제하여 다시 몸속으로 주입하여 환자 스스로 바이러스를 퇴치하게 만든다. 이미 실행된 임상실험에서는 75%의 환자들에게서 효과가 있다는 것이 밝혀졌다.

### 합병증으로 인한 사망
에이즈 감염균으로 인한 직접적인 사망 외에도 에이즈 감염으로 면역력이 약해지면서 다른 질병이 합병증으로 걸려서 사망하는 경우도 있다. 2011년 미국의 국립 암연구소 연구 결과 에이즈환자의 사망원인 가운데 비에이즈 관련 암, 특히 폐암, 항문암, 간암, 호지킨림프종 등으로 사망하는 경우가 증가하는 것으로 나타났다.
미국립암연구소(NCI) 감염증 면역역학 미레디스 쉴스(Meredith S. Shiels) 박사는 “에이즈환자에서 발생하는 암의 수와 암 형태는 1991년부터 2005년 15년간 크게 변화하고 있다”고 Journal of the National Cancer Institute에 발표했다. HIV감염자에서는 카포지육종, 비호지킨림프종, 자궁경암 위험이 높아진다고 알려져 있다. 또 HIV감염자에서는 폐암, 항문암, 간암, 호지킨림프종 등의 ‘비에이즈 관련 암’ 위험이 높아진다.
쉴즈 박사의 NCI와 미질병관리본부(CDC) 공동연구팀은 미국 에이즈환자를 대상으로 이들 2개군의 발암 현황을 검토하기 위해 미국HIV/에이즈 암대비연구와 CDC 데이터를 1991~1995년(전 HAART기), 1996~2000년(HAART초기), 2001~2005년(HAART 후기)의 3개 기간으로 나누어 평가했다. 이러한‘에이즈 관련 암’의 이환율은 1990년대 중반에 고활성 레트로바이러스약물요법(HAART)가 등장하면서 낮아지기 시작했다. 이후 에이즈 관련 암 환자수는 예상대로 전HAART기(3만 4587명)에서 HAART 후기(1만 325명)에 크게 감소했다. 그러나 에이즈의 정확한 원인과 예방법은 아직까지도 밝혀지지 않고 있다. 1998년에는 기존의 에이즈균과는 다른 변종 에이즈균 역시 나타난 것으로 확인된 바 있다.

## 전파매개행위에 대한 처벌
대한민국에서는 에이즈에 대해 《후천성면역결핍증 예방법》이라는 법령을 두어 관리하고 있다. 이 법령 제19조에 따르면 '에이즈에 감염된 사람이 혈액이나 체액을 통해 다른 사람에게 전파매개행위를 하는 것을 금지'하고 있으며, 제25조에서는 '이를 위반할 경우 3년 이하의 징역형으로 처벌'하도록 규정하고 있다.

## 에이즈가 많은 국가들
아시아에서 중국은 에이즈 발병율이 독보적 1위이다. 125만명의 에이즈 감염 중국인들이 존재하지만 이 수치는 주요 몇몇 도시에서 나타난 수치로 지방에서의 수치를 합하면 300만명에서 2천만명이 넘을 것으로 예상된다. 홍콩 조사에서는 3억명으로 나오고 있다. 또한 중국에서는 허난성 등등 마을에서 수만명이 집단으로 에이즈에 걸리는 등 에이즈 마을들이 늘어나고 있지만 중국 정부에서는 국제 이슈로 되는 것을 막기 위해 조사를 불가하고 있다. 미국 국무부 조사에 따르면 중국 여성 매춘부들의 숫자가 전세계에서 가장 많으며 이들은 아프리카 유럽등지에 퍼져 있다고 한다. 그리하여 중국 남성들의 에이즈 발병률은 아프리카 국가들의 에이즈 발병률과 비슷한 수준이다. 게다가 90년대에 중국 마을을 대상으로 수혈로 생계 유지를 하는 것을 장려한 캠페인 때문에 에이즈 비율이 늘어났다는 지적도 존재한다.
또한 베이징 Zhou bao 신문에 의하면 중국인 여성 연예인이 기업 스폰서 남성을 에이즈 전염을 이유로 고소한 일이 있다. 동아시아에서 사실상 성매매 합법 국가나 마찬가지인 일본과 싱가폴에서도 에이즈 발병률은 높게 증가하는 추세이다. 미국에서, 유럽에서 성매매 합법 국가인 네덜란드, 이탈리아, 독일, 프랑스, 영국 등에서, 그리고 북유럽에선 에스토니아, 아이슬란드에서 에이즈 인구가 늘고 있으며 남미에서는 매춘 합법 국가인 멕시코, 브라질, 칠레, 콜롬비아에서 아프리카에서는 에티오피아 등에서 에이즈율이 증가하고 있다.

## 감염인에 대한 차별
대한민국 국가인권위원회가 2017년에 실시한 설문조사에 따르면 응답자의 93%가 "사회 전반적으로 차별이 많거나 있는 편"이라고 대답하였다. 2019년에 세계 에이즈의 날을 맞아 HIV/AIDS 인권활동가 네트워크는 에이즈 감염인에 대한 차별과 혐오를 멈출 것을 축구하였다.

## 감염인권리운동
대한민국에는 HIVAIDS감염인  권리운동을 하는 한국HIVAIDS감염인연합회KNP+라는 단체가 있다.

## 같이 보기
- 에이즈 감염자수에 따른 나라 목록
- 에이즈 음모론